# Worońce
Worońce (biał. Варанцы; ros. Воронцы) – wieś na Białorusi, w obwodzie witebskim, w rejonie głębockim, w sielsowiecie Udział.

## Historia
W czasach zaborów w granicach Imperium Rosyjskiego.
W dwudziestoleciu międzywojennym wieś leżała w Polsce, w województwie wileńskim, w powiecie duniłowickim (od 1926 postawskim), w gminie Łuck (od 1927 gmina Kozłowszczyzna).
Według Powszechnego Spisu Ludności z 1921 roku zamieszkiwało tu 120 osób, 114 było wyznania rzymskokatolickiego, 6 prawosławnego. Jednocześnie 113 mieszkańców zadeklarowało polską przynależność narodową, a 7 białoruska. Było tu 26 budynków mieszkalnych. W 1931 w 27 domach zamieszkiwało 109 osób.
Miejscowość należała do parafii rzymskokatolickiej w Mosarzu i prawosławnej w Wierzchni. Podlegała pod Sąd Grodzki w Duniłowiczach i Okręgowy w Wilnie; właściwy urząd pocztowy mieścił się w Mosarzu.
W 1938 roku miejscowość należała do gromady Zapaśniki gminy Kozłowszczyzna.